# Waxhaws
Els waxhaws (també pronunciada Waxhau) era una tribu ameríndia que vivia als actuals comtats de Lancaster, a Carolina del Sud; i Union i Mecklenburg a Carolina del Nord, a la zona de Charlotte. Els waxhaws estaven relacionats amb altres tribus siouan del sud-est properes, com els catawbes i sugeree.
Alguns estudiosos suggereixen que els waxhaws poden haver estat una tribu catawba en lloc d'un poble separat, donada la similitud del que es coneix de la llengua i costums. Un costum distintiva que van compartir va ser l'aplanament del front dels infant. L'aplanament del cap va donar als waxhaw un aspecte distintiu, amb els ulls molt oberts i el front inclinat. Començaven el procés en néixer mitjançant posant al cap de l'infant una taula plana. Es deia que els ulls més amplis donava als waxhaw avantatge en la caça.
Els habitatges waxhaw típics eren similars als d'altres pobles de la regió. Estaven coberts d'escorça. Els edificis cerimonials, però, eren en general de palla amb canyes i escorça. Duien a terme danses cerimonials, reunions tribals i altres ritus importants en les cases del consell.
Durant la Guerra Yamasee de 1715, els waxhaw van ser gairebé aniquilats pels colons europeus i les tribus rivals. Una epidèmia de verola en 1741 va obligar els waxhaws a dissoldre's, ja que un gran nombre va morir per la malaltia. Els historiadors creuen que els supervivents van abandonar la zona per unir-se a altres tribus, molt probablement els seus veïns, els culturalment i lingüísticament similars catawba. La tribu desaparegué com a entitat separada. Això va deixar el territori abandonat obert per als colons europeus.